# Ганараска (річка)
Ганараска (англ. Ganaraska) — річка в окрузі Нортамберленд і регіональному муніципалітеті Дарем в південному Онтаріо, Канада. Басейн річки є частиною басейну Великих озер; річка впадає до озера Онтаріо, протікаючи через центральну громаду муніципалітету Порт-Гоп. Вважається, що назва річки походить від Ганараске, назви мовою каюга для поселення, яке ця ірокезька нація заснувала в цій місцевості в 1779 році.
Разом з іншими націями Конфедерації ірокезів вони мігрували з Нью-Йорка, змушені поступитися своїми батьківщинами через те, що вступили в союз з британцями у Війні за незалежність США. Корона надала додаткові землі ірокезам, включаючи те, що зараз називається заповідником шести націй Гранд-Рівер.
Пізніше Корона надала тут землю лоялістам Об'єднаної Імперії в компенсацію за їхні втрати в північно-східних колоніях, особливо в Нью-Йорку. Вони були першими європейськими американцями, які оселилися тут у будь-якій кількості.

## Русло
Річка бере початок на морені Ок-Ріджес у лісі Ганараска в муніципалітеті Кларінґтон, приблизно за 1,5 км на південний схід від перехрестя шосе Онтаріо 35 і шосе Онтаріо 115. Протікає на південний схід повз громаду Кендал, де в неї впадає ліва притока — річка Північна Ганараска, і повертає на південь до свого гирла на північному березі озера Онтаріо.

## Басейн
Частини басейну річки Ганараска площею 278 км² простягається до міста Каварта-Лейкс; включає територію містечка Каван-Монаган, округ Пітерборо; та містечка Гамільтон, округ Нортамберленд.

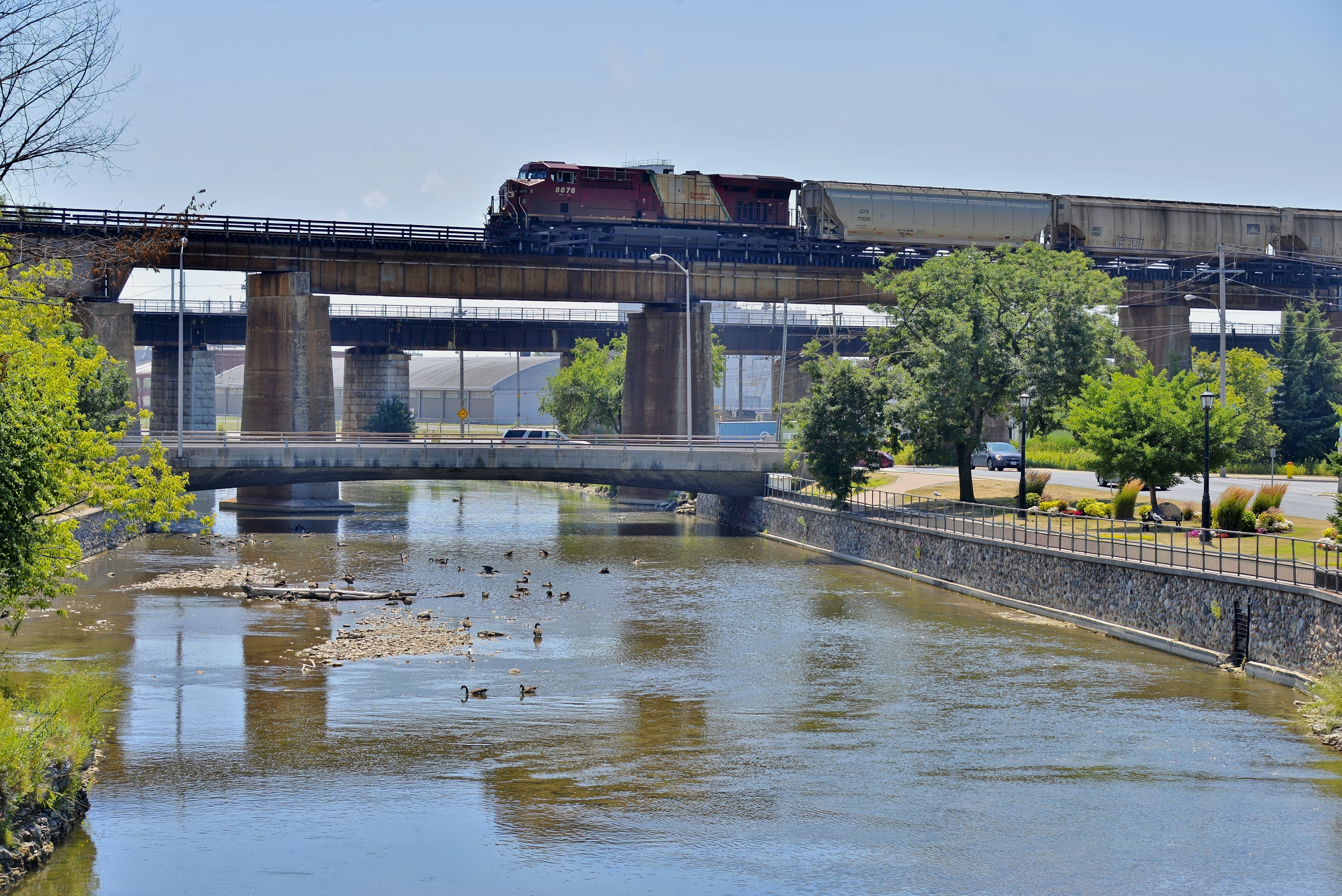
Залізничний міст через річку Ганараска близько до гирла

## Природа
Останніми роками були докладені великі зусилля щодо збереження природи регіону.
Це приваблює рибалок на лосось і форель. Рибальська стежка річки Ганараска, рибні каскади, дозволяє райдужній форелі підніматись до природних нерестилищ вгору по течії річки.

## Повінь 1980 року
Річка виходила з берегів 1980 року, що завдало значної шкоди центру міста Порт-Гоуп.